# Borgorose
Borgorose é uma comuna italiana da região do Lácio, província de Rieti, com cerca de 4.515 habitantes. Estende-se por uma área de 149 km², tendo uma densidade populacional de 30 hab/km². Faz fronteira com Áquila (AQ), Lucoli (AQ), Magliano de' Marsi (AQ), Pescorocchiano, Sante Marie (AQ), Tornimparte (AQ).

## Demografia
| Variação demográfica do município entre 1861 e 2011                               |
|                                                                                   |
| Fonte: Istituto Nazionale di Statistica (ISTAT) - Elaboração gráfica da Wikipedia |